# 公家悪
公家悪（くげあく）は、古典歌舞伎の役柄の一つで、皇位を奪おうとしたり、国政を専断しようとする身分の高い公家を表す。その風体は、頭に金冠を被り、白衣を纏い、「王子」とよばれる長髪を誇張した鬘と、鬚鬘とよばれる顎鬚をつけている。隈は「公家荒れ」と呼ばれる青系統のもの。超人的な力を持ち、権力を操って天下を狙うので、このような独特の扮装で巨悪を表現している。見得をする時も真っ赤な舌を出して異様な気味の悪さを強調する。
江戸時代中期に活躍した初代中島三甫右衛門によって大成され、近年では五代目中村歌右衛門・八代目坂東三津五郎・十三代目片岡仁左衛門・四代目市川左團次などが公家悪に優れた演技を示していた。

## 代表的な公家悪
- 『暫』のウケ・清原武衡（きよはらの たけひら）
- 『妹背山婦女庭訓』の蘇我入鹿（そがの いるか）
- 『菅原伝授手習鑑』の藤原時平（ふじわらの しへい）

なお、同じ藤原時平が敵役として登場する菅原道真の失脚を題材とした演目に『天満宮菜種御供』（時平の七笑）があるが、こちらの時平はどこまでも善人を装った悪役で、公家悪とはまったく風体や様相が異なる。